# Baustoff
Ein Baustoff ist ein Material (in Form von Rohstoffen, Bauhilfsstoffen oder Halbzeug), das zum Errichten von Bauwerken und Gebäuden benutzt wird.
Die frühesten vom Menschen verwendeten Baustoffe waren Hölzer, Lehm und Natursteine. Heute dominieren Massenrohstoffe wie Sand, Kies, Schotter, Kalk und daraus hergestellte einfache Stoffe wie Zement, Beton oder Glas.
Umgangssprachlich werden in diesem Kontext auch die Begriffe Baumaterial oder Verbrauchsstoff verwendet. In der gesetzlichen Nomenklatur werden Baustoffe als Bauprodukt bezeichnet. 1989 trat die Bauproduktenrichtlinie (BPR) in Kraft; zum 1. Juli 2013 wurde sie von der Bauproduktenverordnung abgelöst. Das deutsche Chemikaliengesetz und die REACH-Verordnung unterscheiden zwischen Zubereitungen und den Erzeugnissen (Produkte); für diese sind bestimmte Richtlinien und Verordnungen zu beachten.

## Grundlagen
Viele Rohstoffe werden nicht in der Form verwendet, in der sie in der Natur vorkommen, sondern aus Rohstoffen werden Baustoffe hergestellt. Aus Lehm werden zum Beispiel Lehmziegel hergestellt, die einfacher und wirtschaftlicher zu verarbeiten sind als das Ursprungsmaterial. Noch ein Beispiel: Kalkstein ist ein Material, das für die Herstellung von Zement (als Baumaterial) benutzt wird, der wiederum ein Teil des Betons (als Baustoff) ist.
Mit diesem Beton stellt man Bauteile wie eine Stütze her, die in ein Gebäude eingebaut wird.
Die Qualität der Baustoffe hängt von Faktoren wie Materialwahl, Materialkombination, Materialgüte, Materialverträglichkeit und Materialverarbeitung ab. Um qualitätsbezogene Fehler bei der Herstellung von Bauwerken und Gebäuden zu vermeiden, gelten grundsätzlich die Planungs- und Projektierungsgrundlagen, die gegenwärtigen DIN-Normen und Richtlinien, die gesetzlichen Vorgaben und Verordnungen, die Verarbeitungsvorschriften sowie die allgemein anerkannten Regeln der Technik. Der Einsatz von Baustoffen ist immer abhängig vom Stand der Technik in einer Kultur. Der Baustil der Moderne wurde erst durch Entwicklungen in der Flachglas-Herstellung möglich. Jeder Baustoff bedingt seine Art der Baukonstruktion. Mit Steinen wird der Massivbau erstellt, während sich beispielsweise Stahl besonders für Skelettbauten eignet.
- Vertrieben werden Baustoffe im Baustoffhandel, der seiner Art nach als Groß- und Detailhandel ausgebildet ist.
- Baustoffkunde befasst sich mit den Eigenschaften der Baustoffe und deren Prüfung. Sind die Eigenschaften eines Baustoffs nicht genau bekannt oder wird ein falscher Baustoff verwendet, kann dies negative Folgen haben, etwa Bauschäden und/oder Gesundheitsschäden.

Bislang gibt es viele Baustoffe mit gesundheitsschädlichen Auswirkungen, beispielsweise weil giftige Gase emittiert werden. Baustoffhersteller müssen beim Zulassungsverfahren vor dem Deutschen Institut für Bautechnik die Rezepturen ihrer Produkte hinterlegen – aber sie sind nicht verpflichtet zu prüfen oder (falls bekannt) anzugeben welche Reaktionen aus der Rezeptur folgen. Dies wird nur in wenigen Ausnahmefällen geprüft, etwa bei der Zulassung neuer Dichtungsmassen und Bodenbeläge. Das Umweltbundesamt gibt – bislang (Stand 2010) unverbindliche – Empfehlungen heraus, welche Emissionswerte nicht überschritten werden sollten.

## Einteilung
Man unterscheidet:
- organische Baustoffe (z. B. Holz, Zellulose und organische Fasern, aber auch Bitumen) / anorganische Baustoffe. Heute werden überwiegend anorganische Baustoffe verwendet.
- Recycling-Baustoffe[4] (auch Sekundärbaustoffe genannt) und Baustoffe ohne recycelte Bestandteile.

| Natürliche Bausteine (Naturwerksteine) |
| Sandstein · Kalkstein · Granit · Schiefer · Marmor · Tuff · Grauwacke · Rhyolith · Basalt und andere |
| Künstliche Bausteine |
| Ziegel · Klinker · Tonhohlplatte · Dachziegel · Kalksandstein · Hüttenstein · Betonstein · Leichtbetonstein · Schwerbetonstein · Porenbeton · Betonwerkstein · Betondachstein · Blähton · Lehmziegel · Feldbrandziegel |
| Bindemittel |
| Anhydritbinder · Baukalk · Baugips · Zement · Mischbinder · Putz- und Mauerbinder · Bitumen · Lehm |
| Natürliche und künstliche Gesteinskörnungen in Mörtel und Beton (Zuschlagstoffe) |
| Sand · Kies · Bims · Hochofenschlacke · Hüttenbims · Blähton · Blähschiefer |
| Mörtel |
| Mauermörtel · Putzmörtel · Estrichmörtel · Fliesenkleber |
| Beton |
| Leichtbeton · Normalbeton · Schwerbeton · Stahlbeton · Spannbeton · Faserbeton · Stahlfaserbeton · Porenbeton |
| Eisen und Stahl |
| Baustahl · Betonstahlmatte · Betonstabstahl · Spannbetonstahl · Gusseisen · Profilstahl |
| Nichteisenmetalle |
| Aluminium · Magnesium · Blei · Zinn · Zink · Kupfer |
| Holz |
| Bauholz · Furniersperrholz · Leimbinder · Sperrholz · Grobspanplatte · OSB-Platte · Brettschichtholz · MDF-Platte · Flachpressplatte · Multiplex-Platte · Holzwolle · Strangpressplatte |
| Kunststoffe (Thermoplaste) |
| Ethylen-Tetrafluorethylen (ETFE) · Polyvinylchlorid (PVC) · Polyethylen (PE) · Polypropylen (PP) · Polymethylmethacrylat (PMMA) · Polystyrol (PS) · Polyvinylacetat (PVAC) · Polycarbonat (PC) · Polyamid (PA) · Polyisobutylen (PIB) · Ethylenvinylacetat (EVA) |
| Kunststoffe (Duroplaste) |
| Phenol-Formaldehyd-Harz („Bakelit“, PF) · UF-Harz · Melamin-Formaldehyd-Harz (MF) · ungesättigtes Polyester-Harz (UP) Epoxidharz (EP) |
| Kunststoffe (Elastomere) |
| Polyurethan (PUR) · Kautschuk · Silikone · Acryl |
| Dämmstoffe |
| Flachsfasern · Holzwolle-Leichtbauplatte (z. B. Heraklith) · Holzweichfaserplatte · Getreideschüttungen (Ceralith) · Glasfaserdämmstoff · Hanffasern · Mineralfaserdämmstoff · Schafwolle · Schaumglas · Schaumkunststoff · Strohleichtlehm · Kork · Kokosmatten · Pressstroh · Perlite · Filz · Torfplatte · Polystyrol · Calciumsilikat-Platte · Zellulose · Schilfrohr-Platte · Mineralwolle |
| Dichtstoffe |
| Bitumen · Noppenbahn |
| Glas |
| Glasbaustein · Flachglas · Pressglas |
| Asphalt |
| Walzasphalt · Gussasphalt · Naturasphalt · Halbstarrer Belag |
| Verbundwerkstoffe |
| Gipskartonplatte · Stahlbeton · Faserbeton · Stahlfaserbeton · Biorock · Holzwerkstoffe |
| Historisch verwendete Baustoffe |
| Lehm · Holz · Naturstein · Ziegel · Klinker · Kalk |
| Veraltete Baustoffe |
| Torfit · Steinkohlenteer |
| gesundheitsgefährdende Baustoffe |
| Asbest · Blei (Bleivergiftung) · Teer |

## Vertrieb
Baustoffe werden im Baustoffhandel, in Baumärkten und im Internet vertrieben. Wichtige Absatzmittler sind Handwerker und Architekten, da Bauherren bei der Wahl der Baustoffe von diesen beraten werden.

## Nachvollziehbarkeit von Baustofflieferungen
Um bei Reklamationen eine Dokumentation zu haben, sollten Lieferungen von Baustoffen auf Baustellen vom Bauleiter im Bautagebuch dokumentiert werden. Das gilt besonders für Baustoffe, die nach Verarbeitung nicht mehr sichtbar sind, oder von denen später im Schadensfall keine Proben mehr genommen werden können. Speziell für Baustofflieferungen tragender Bauteile (Zement, Baustahl, Transportbeton) empfiehlt sich die Aufzeichnung mit detaillierten Angaben wie Typbezeichnung, Charge, Lieferant.

## Bauprodukte nach der deutschen Muster-Bauauordnung
§2 Begriffe Absatz 10 der Musterbauordnung (MBO) definiert den Begriff Bauprodukte sehr umfassend:

"Bauprodukte sind
1. Produkte, Baustoffe, Bauteile und Anlagen sowie Bausätze gemäß Art. 2 Nr. 2 der Verordnung (EU) Nr. 305/2011, die hergestellt werden, um dauerhaft in bauliche Anlagen eingebaut zu werden,
2. aus Produkten, Baustoffen, Bauteilen sowie Bausätzen gemäß Art. 2 Nr. 2 der Verordnung (EU) Nr. 305/2011 vorgefertigte Anlagen, die hergestellt werden, um mit dem Erdboden verbunden zu werden und deren Verwendung sich auf die Anforderungen nach § 3 Satz 1 auswirken kann."[5]

Die Landesbauordnungen gehen davon aus, dass Bauprodukte „für eine dem Zweck angemessene Zeitdauer die gesetzlichen Anforderungen erfüllen und gebrauchstauglich sind“, wenn bei ihrer Verwendung die einschlägigen Technischen Baubestimmungen oder Allgemein anerkannten Regeln der Technik eingehalten werden.
Ist dies nicht der Fall, dann muss unter Umständen auf andere Weise nachgewiesen werden, dass das Bauprodukt sicher angewendet werden kann.
Dies ist möglich durch bauaufsichtliche Ver- bzw. Anwendbarkeitsnachweise, von denen in den Bauordnungen Folgende angeführt werden:
- Verwendbarkeitsnachweise für Bauprodukte
  - allgemeine bauaufsichtliche Zulassung (abZ)
  - allgemeines bauaufsichtliches Prüfzeugnis für das Bauprodukt (abP)
  - Zustimmung im Einzelfall (ZiE)
- Anwendbarkeitsnachweise für Bauarten
  - allgemeine Bauartgenehmigung (aBG)
  - allgemeines bauaufsichtliches Prüfzeugnis für die Bauart (abP)
  - vorhabenbezogene Bauartgenehmigung (vBG).[7]

Verwendet werden dürfen auch Bauprodukte
- die den Anforderungen anderer Vertragsstaaten des Europäischen Wirtschaftsraums entsprechen, sofern das in Deutschland geforderte Schutzniveau für bauliche Anlagen damit gleichermaßen und dauerhaft erreicht wird[9]
- mit CE-Kennzeichnung nach der Bauproduktenverordnung, sofern die erklärten Leistungen den Anforderungen der Landesbauordnungen oder der aufgrund der Landesbauordnung erlassenen Gesetze für diese Verwendung entsprechen.[10]